# Diocèse de Ruteng
Le diocèse de Ruteng (en latin : Dioecesis Rutengensis) est une Église particulière de l'Église catholique en Indonésie, dont le siège est à Ruteng, une ville de Flores dans la province de Nusa Tenggara oriental.

## Histoire
Le Vicariat apostolique de Ruteng a été créé le 8 mars 1951 par séparation du vicariat apostolique des petites iles de la Sonde.
Le 3 janvier 1961, le vicariat apostolique est devenue le diocèse de Ruteng, diocèse suffragant de l'archidiocèse d'Ende.
Comme les autres diocèses des petites îles de la Sonde orientales, le diocèse de Ruteng a longtemps été administré par des évêques issus de la Société du Verbe-Divin (S.V.D).

## Organisation
Le diocèse de Ruteng est un des 4 diocèses se trouvant sur l'ile de Flores et son territoire couvre le territoire des Kabupaten de Manggarai, Kabupaten de Manggarai occidental et Kabupaten de Manggarai oriental.
En 2022, le diocèse comptait 85 paroisses dont la cathédrale Saint-Joseph-et-Sainte-Marie-de-l'Assomption de Ruteng.

## Liste des ordinaires

### Vicaire apostolique
- Wilhelm Van Bekkum, S.V.D. (1951-1961)

### Évêques
- Wilhelm Van Bekkum, S.V.D. (1961-1972)
- Vitalis Djebarus, S.V.D. (1973-1980)
- Eduardus Sangsun, S.V.D. (1984-2008)
- Hubertus Leteng (2009-2017)
  - Sylvester San, évêque de Denpasar, administrateur apostolique (11 octobre 2017 - 13 novembre 2019)
- Siprianus Hormat (de) (depuis le 13 novembre 2019)

## Source
- (en) Catholic-Hierarchy